# Ursula Meyer (Pietistin)
Ursula Meyer (* 1682 in Thun; † 1743 in Frankfurt am Main) war eine Schweizer Pietistin und Mystikerin.

## Leben
Ursula Meyer war die Tochter von Caspar Meyer (* 1647), dem als oberstem Postverwalter alle Posthalter und Postreiter in Bern unterstellt waren, und dessen Ehefrau Rosina Fankhauser (* 1651). Sie hatte drei leibliche Geschwister und einen Halbbruder aus der ersten Ehe ihrer Mutter. Sie erhielt eine Ausbildung zur Strumpfweberin, hierzu hatte sie von ihrem Vater einen Strumpfwebstuhl erhalten. 1700 kehrte die Familie, die sich zwischenzeitig in Bern aufgehalten hatte, nach Thun zurück und schloss sich dem pietistischen Zirkel des Arztes Johann Rubin (1648–1720) an.
Nach ihrer religiösen Erweckung floh sie, infolge der Auswirkungen des Berner Pietistenprozesses von 1699, auf die Ronneburg in der Wetterau, wo sich bald sogenannte Inspirationsgemeinden bildeten. Nach der Überzeugung der Inspirierten offenbarte sich Gott stets aufs Neue über «Werkzeuge», die in einem tranceartigen Zustand in sogenannten «Aussprachen» das Wort Gottes verkündeten; Ursula Meyer galt als solches «Werkzeug». Ihre erste Inspirationsrede erfolgte am 23. März 1715. 
Während ihrer ersten Missionsfahrt reiste sie am 4. April 1715 als erste Inspirierte, gemeinsam mit Bruder Christoph Adam Jäger von Jägersburg als ihrem Schreiber, zwecks «Sammlung der zerstreuten Kinder Gottes» ins Württembergische und in die Schweiz nach Thun. Ihr Weg führte sie über Büdingen, Eschborn, Frankfurt am Main, Heidelberg und Stuttgart, wo sie in verschiedenen Häusern inspirierte Reden hielt. Im Juli 1715 kehrte sie auf die Ronneburg zurück und hielt dort am 11. Juli 1715 eine Aussprache. Ihre nächste Reise führte sie am 27. Juli 1715 nach Schwarzenau, um die Ankunft holländischer Inspirierter zu erwarten. Während ihres Aufenthaltes hielt sie unter anderem eine Aussprache im Haus von Eberhard Ludwig Gruber, der sich als Oberaufseher der Inspirierten sah und mit dem sie in Konflikt geriet, weil sie sich nicht unterordnen wollte. Teile der Gemeinde der Schwarzenauer Brüder wanderten 1729 nach Pennsylvania aus.
In der Zeit von 1715 bis 1719 hatte sie 156 Aussprachen und war damit, nach dem Hauptpropheten Johann Friedrich Rock, das «Werkzeug» mit der längsten anhaltenden Gabe der inspirierten Rede. Sie hatte zwar nach 1719 bis 1722, nach eigenen Angaben, noch weitere Inspirationen, verkündete diese jedoch nicht. Zwischen 1738 und 1740 verliess sie die Ronneburg und zog mit ihrer Schwester nach Frankfurt am Main, wo sie bis zu ihrem Tod lebte.
Ursula Meyer blieb unverheiratet. Ihre Beerdigung erfolgte am 15. Januar 1743 in Frankfurt am Main.

## Veröffentlichung
- J. J. J.[5] Ein Himmlischer Abendschein, Noch am Feyerabend In und mit der Welt; Ans Tages=Licht gestellt. Zu Innigster Prüfung und Erweckung vor Sehende, und den Blinden, Lebende, und doch Todten; Im Reich der Gnaden und auch Im Reich der Natur. Welchen der Geist der wahren Inspiration, durch Ursula Meyerin, Eine ledige Tochter aus dem Schweitzerland: Doch hie und da im Teutschen Land, hat bezeugen und verkündigen lassen. Ohne Ortsangabe, 1781. (Digitalisat)